# 70
70 (LXX, na numeração romana) foi um ano comum do século I, do Calendário Juliano, da Era de Cristo, teve início numa segunda-feira e terminou também numa segunda-feira. a sua letra dominical foi G.
| Ano completo                         |
| ------------------------------------ |
| Ano comum com início à segunda-feira |

## Eventos
- Tito destrói Jerusalém.
- Início da construção do Coliseu.
- Frontinus torna-se Pretor romano.
- Judeia torna-se província romana.
- India vê o fim da Dinastia Helenística

## Nascimentos
- Menelau de Alexandria — astrônomo e matemático grego (m. 130).

## Mortes
- 28 de outubro — São Judas Tadeu, santo cristão e apóstolo de Jesus.
- Imperador Suinin — 11º Imperador do Japão (n. 71 a.C.).[1]